# Juan Pajuelo
Juan Pajuelo (Lima, 23 de septiembre de 1974) es un exfutbolista y director técnico peruano. Se desempeñaba en la posición de defensa. Tiene 50 años.

## Trayectoria
Paralelamente a sus estudios escolares, se inició en las divisiones menores de la Academia Cantolao. Disputó su primer encuentro oficial jugando por Alianza Lima en el Torneo Intermedio de 1993.
Emigró en calidad de préstamo, a mediados de 1994, a América Cochahuayco de la Segunda Profesional de Perú y al año siguiente a Deportivo Municipal. Dicho cuadro le permitió debutar oficialmente en la primera división ese mismo año. Vistiendo la camiseta del Deportivo Municipal, logró hacer una buena campaña por lo que fue contratado por Universitario de Deportes, club con el que se identificó al ganar el tricampeonato 1998-1999-2000.
Paralelamente, se erigió como un referente de la selección de fútbol del Perú. Luego de campeonar con la «U» buscó salir del Perú, viajando a Argentina para jugar por el club Los Andes donde descendió de categoría, jugando al lado del delantero argentino Germán Denis. Posteriormente llegó a jugar en México por el Atlético Bachilleres y el Atlas de Guadalajara. Regresó nuevamente a Argentina para jugar por Estudiantes de La Plata y volvió al Perú para jugar por Universitario de Deportes y después por el Atlético Universidad.
Para el año 2005 recaló en el fútbol griego, jugando por el Ionikos. Tras varios meses de inactividad, luego de su retorno de Grecia, llegó a un acuerdo con el Olímpico Somos Perú para jugar el 2008. En agosto del mismo año se incorporó al Juan Aurich para posteriormente llegar al Sport Boys y al José Gálvez club con el que se retiró.
El 2014 llegó a Universitario para acompañar a José del Solar en el comando técnico. En el 2015 fue asistente técnico de Roberto Chale junto a Manuel Barreto en Universitario de Deportes. Logró clasificar a la Copa Sudamericana 2016.
Al siguiente año firmó por Atlético Torino en la Segunda División de Perú.

## Selección nacional
Fue internacional con la selección de fútbol del Perú en 25 ocasiones y marcó 3 goles. Debutó el 1 de diciembre de 1999, en un encuentro amistoso ante la selección de Honduras que finalizó con marcador de 0-0. Su último encuentro con la selección lo disputó el 27 de agosto de 2003 en el empate 0-0 ante Guatemala.

### Participaciones en Copa América
| Copa              | Sede     | Resultado        |
| ----------------- | -------- | ---------------- |
| Copa América 2001 | Colombia | Cuartos de final |

## Clubes

### Como futbolista
| Club                      | País      | Año       |
| ------------------------- | --------- | --------- |
| Alianza Lima              | Perú      | 1991-1993 |
| América Cochahuayco       | Perú      | 1994      |
| Deportivo Municipal       | Perú      | 1995-1997 |
| Universitario de Deportes | Perú      | 1997-2000 |
| Los Andes                 | Argentina | 2001      |
| Atlético Bachilleres      | México    | 2001      |
| Atlas de Guadalajara      | México    | 2002      |
| Estudiantes de La Plata   | Argentina | 2002-2003 |
| Universitario de Deportes | Perú      | 2003-2004 |
| Atlético Universidad      | Perú      | 2005      |
| Ionikós FC                | Grecia    | 2005-2007 |
| Olímpico Somos Perú       | Perú      | 2008      |
| Juan Aurich               | Perú      | 2008      |
| Sport Boys                | Perú      | 2009      |
| José Gálvez               | Perú      | 2010      |

### Como entrenador
| Club                                 | País | Año  |
| ------------------------------------ | ---- | ---- |
| Atlético Torino                      | Perú | 2016 |
| Comerciantes Unidos                  | Perú | 2018 |
| Universitario de Deportes (Reservas) | Perú | 2019 |
| Universitario de Deportes            | Perú | 2021 |
| Deportivo Municipal                  | Perú | 2022 |

## Palmarés

### Como futbolista

#### Campeonatos nacionales
| Título                    | Club                      | País | Año  |
| ------------------------- | ------------------------- | ---- | ---- |
| Primera División del Perú | Universitario de Deportes | Perú | 1998 |
| Primera División del Perú | Universitario de Deportes | Perú | 1999 |
| Primera División del Perú | Universitario de Deportes | Perú | 2000 |
| Segunda División del Perú | Sport Boys                | Perú | 2009 |